# Frankoprovenzalische Sprache
Die frankoprovenzalische Sprache (auch Franko-Provenzalisch) oder arpitanische Sprache (französisch francoprovençal beziehungsweise arpitan, auch ungenau patois ‚Mundart‘, ‚Dialekt‘; italienisch francoprovenzale) ist eine romanische Sprache, die im östlichen Frankreich (mittleres Rhonetal und Savoyen), im größeren Teil der französischsprachigen Schweiz (Romandie) und im Nordwesten Italiens (vor allem im Aostatal) in verschiedenen Dialekten gesprochen wird. Es bildet mit den Langues d’oc (Okzitanisch) und den Langues d’oïl die Gruppe der galloromanischen Sprachen.
Im Atlas der gefährdeten Sprachen der UNESCO und dem Bericht des Europäischen Parlaments über die bedrohten Sprachen ist das Frankoprovenzalische als stark gefährdete Minderheitensprache verzeichnet. Generationenübergreifend wird es heute fast nur noch in Italien gesprochen.

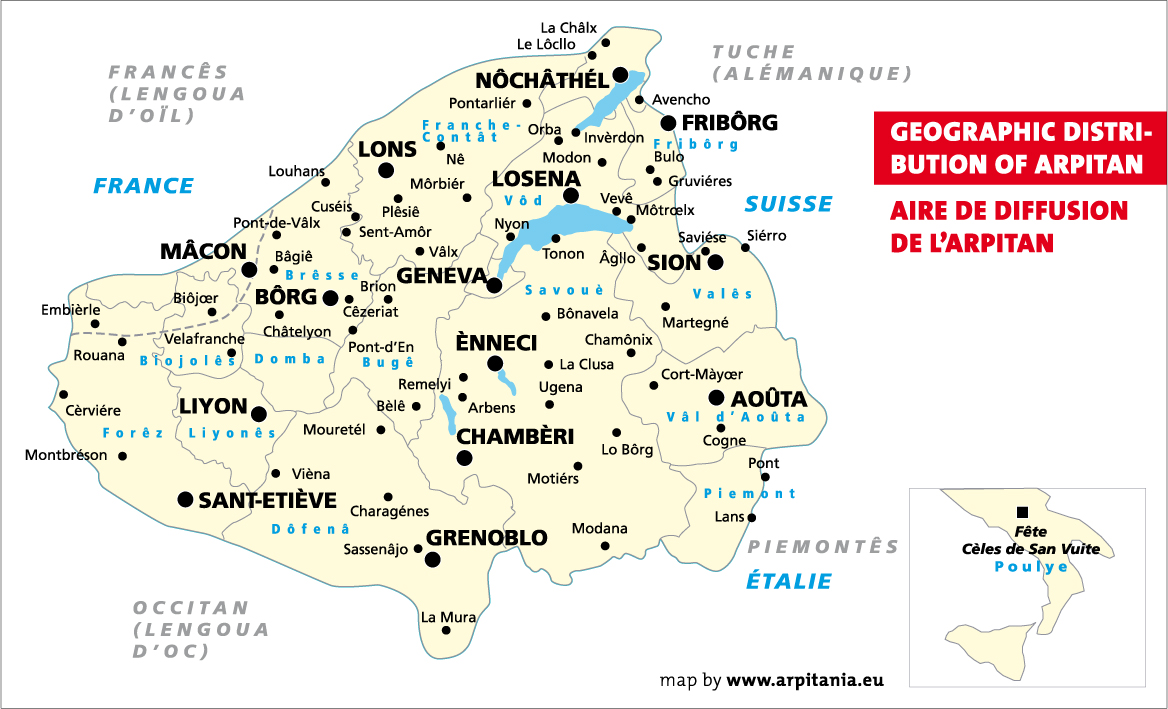
Verbreitung des Arpitanischen

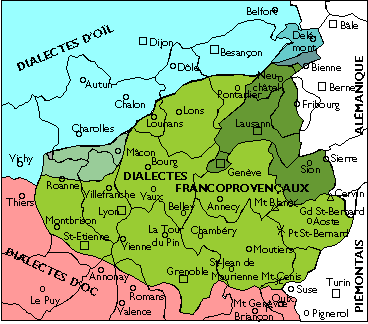
Verbreitung des Frankoprovenzalischen (grün), Französischen (Dialectes d’oïl) (blau) und Okzitanischen (Dialectes d’oc) (rot)

## Namen der Sprache
Da für das Frankoprovenzalische keine eigenständige Standardsprache entstand und das Sprachgebiet in der neueren Geschichte auch keine politische Einheit bildete, existiert bei den Muttersprachlern kein einheitlicher Name für die Sprache.
Die Bezeichnung franco-provenzale wurde 1873 durch den italienischen Sprachwissenschaftler Graziadio-Isaia Ascoli als Sammelbegriff für diejenigen galloromanischen Dialekte geprägt, die sich nach dialektologischen Kriterien weder zu den langues d’oïl (die damals insgesamt als Französisch bezeichnet wurden) noch zu den langues d’oc (die damals insgesamt als Provenzalisch bezeichnet wurden) gehören, sondern eine eigenständige dritte Gruppe bilden, die eine Zwischenstellung zwischen den beiden anderen einnimmt. Dieser Name hat sich in der romanistischen Fachliteratur durchgesetzt, ist außerhalb akademischer Kreise jedoch kaum gebräuchlich und zudem missverständlich, da sie den Eindruck erwecken könnte, es handele sich nicht um eine eigenständige sprachliche Varietät.
In neuerer Zeit wird vor allem im Aostatal und in Frankreich auch die Bezeichnung Arpitanisch (Arpitan) verwendet, manchmal nur für die Dialekte der Alpenregion, manchmal für das gesamte Frankoprovenzalische. Der Ausdruck wird von der 1970 durch Joseph Henriet mit begründeten Regionalbewegung Mouvament Arpitania auch auf politischer Ebene bekannt gemacht.
Die lokalen Idiome werden gewöhnlich als patois bezeichnet.

## Sprachgeschichte
Das Frankoprovenzalische hat sich seit der Spätantike aus der im westlichen Alpenraum und im Rhonetal geläufigen Varietät des Vulgärlatein als eigenständige romanische Sprache entwickelt. Es ist in der Forschung umstritten, ob die besondere Sprachform maßgeblich auf die im Jahr 443 erfolgte Ansiedelung des Volks der Burgunden als foederati des Römischen Reichs zurückgeht, wo diese mit der alten romanischen Bevölkerung zusammenlebten und ihre germanische Sprache aufgaben. Immerhin ist darauf hingewiesen worden, dass sich das Verbreitungsgebiet der Sprache weitgehend mit dem ehemaligen burgundischen Siedlungsraum deckt.
Während in der Region Lyon-Dauphiné die Ausstrahlung des Französischen auf die Umgangssprache seit dem Spätmittelalter zunahm, blieben in den frankoprovenzalischen Dialekten der mehr nördlich gelegenen Alpentäler und der heutigen Westschweiz viele alte Eigenheiten der Sprachstruktur erhalten. Dies wurde möglicherweise dadurch begünstigt, dass sich in diesem Raum bis in die Neuzeit das Herzogtum Savoyen als regionale Macht im Wesentlichen behaupten konnte und dass die Westschweizer Gebiete der Schweizerischen Eidgenossenschaft mit dem unabhängigen Stand Freiburg dem Einfluss Frankreichs wenig ausgesetzt waren.
Auch in den Regionen, in denen die frankoprovenzalische Sprache zugunsten des Französischen aufgegeben worden ist, sind in der Toponymie zahlreiche Relikte der alten Sprache erhalten geblieben.

## Verbreitung der Sprache

### Frankreich
Frankoprovenzalisch war jahrhundertelang die Umgangssprache in einem großen Teil der jetzigen französischen Region Rhône-Alpes (Beaujolais, Bresse, Bugey, Dauphiné, Dombes, Lyonnais, Savoyen), im Süden der Franche-Comté (Départements Jura und Doubs) sowie im Südosten der Region Burgund (Louhannais, im Département Saône-et-Loire). Diese romanische Sprache war über das Mittelalter hinaus auch die Umgangssprache der Bevölkerung in der Rhône-Metropole Lyon.
In Frankreich wird die Sprache heute in ihren verschiedenen Dialekten nur noch von älteren Leuten (vor 1940 geboren) verstanden (anders als etwa im Aostatal und im schweizerischen Evolène) und von den wenigsten unter ihnen noch als Zweitsprache in der Familie benutzt. Da die französische Sprache in Lyon, in Genf und am Hof der Herzöge von Savoyen in der frühen Neuzeit Latein als Amtssprache ablöste, erlangte Frankoprovenzalisch in den heute zu Frankreich gehörenden Gebieten des Sprachraums nie den Status einer offiziellen Sprache. Anders als bei einigen anderen Regionalsprachen gab es nie den Versuch einer überregionalen Vereinheitlichung von Sprache und Schrift, und das Frankoprovenzalische wurde seit der Französischen Revolution als Unterrichtssprache unterdrückt, und die Sprache wird vom französischen Erziehungsministerium nicht als Abiturfach anerkannt (anders als etwa Provenzalisch, Bretonisch usw.).
Die Geschichte der frankoprovenzalischen Literatur beginnt im späten Mittelalter. In der Regionalsprache wurden Lieder und mündlich überlieferte Geschichten tradiert und Texte mit literarischem Anspruch verfasst. Bekannte Autoren frankoprovenzalischer Werke aus Savoyen und Frankreich waren Albéric de Pisançon (11. Jahrhundert), Marguerita d’Oingt († 1310), Bernardin Uchard (1575–1624), Eynarde Fournier, Nicolas Martin (* um 1570), Pierre Borjon, Just Songeon (1880–1940) und Amélie Gex (1835–1883).
2006 wurde eines der populären Tintin-Comics (Tim und Struppi) ins Franko-Provenzalische übersetzt, genauer: ins Bressanische, eine Mundartvariante, die in der Region Bresse gesprochen wird. Dort gibt es noch verhältnismäßig viele Menschen, die Patois (wie die Mundarten entweder abschätzig oder doch mit Stolz genannt werden) zumindest verstehen, obschon immer seltener selbst sprechen. Das von Manuel und Josine Meune in ihre Mundart übersetzte Heft Lé Pèguelyon de la Castafiore (Die Juwelen der Sängerin, Casterman) wurde in der Bresse und in Rhône-Alpes sehr positiv aufgenommen. Dies zeugt von einem gewissen Interesse der jüngeren Generationen an diesem in Vergessenheit geratenden sprachlichen Erbe.
Wie überall in Frankreich wurde auch diese Regionalsprache in der Schule und im öffentlichen Leben seit dem 19. Jahrhundert unterdrückt („Französisierung“), sodass schon Anfang des 20. Jahrhunderts viele ihr Patois als eine rückständige „Bauernsprache“ ansahen. Immerhin hat die Sprache etliche Spuren im gesprochenen Regionalfranzösisch hinterlassen – was vielen nicht unbedingt bewusst ist. Das Tintin-Heft verwendete eine halbphonetische Schreibweise (graphie de Conflans), die sich an der französischen Sprache orientierte. Für 2007 war ein neues Tintin-Heft angekündigt – auf Arpitanisch, wie das Frankoprovenzalische hier genannt wurde, um die Eigenständigkeit der Sprache zu betonen. Dabei sollte eine neue, von dem Sprachwissenschaftler Dominique Stich ausgearbeitete standardisierte Rechtschreibung (Orthographie de Référence B) zum Einsatz kommen, in der Hoffnung, diese unter den Schreibern des Dialekts durchzusetzen.

### Schweiz
Ursprünglich wurde fast in der gesamten heutigen französischsprachigen Schweiz (Romandie) Frankoprovenzalisch gesprochen, allgemein als Patois bezeichnet. Ausnahmen bilden lediglich der Kanton Jura, der Berner Jura und der nördlichste Teil des Kantons Neuenburg, die zum traditionellen Sprachgebiet des Frainc-Comtou, einer Varietät der Langues d’oïl, gehören.
In amtlichen Dokumenten kommt die Sprache in der Stadt Freiburg offiziell seit dem 14. Jahrhundert vor, meistens mit der Bezeichnung Romand. Der erste überlieferte literarische Text im Freiburger Patois stammt von Jean-Pierre Python und entstand im Jahr 1782.
Im Laufe der neueren Zeit sind die Dialekte des Frankoprovenzalischen in der Schweiz jedoch fast vollständig durch regionale Formen des Schweizer Französisch verdrängt worden, außer in Teilen des Kantons Freiburg (Greyerzerland) und vor allem des Kanton Wallis, wo im Dorf Evolène die Mundart auch für Kinder noch die Umgangssprache ist.
Die schweizerischen Varietäten des Frankoprovenzalischen werden lexikographisch im Glossaire des patois de la Suisse romande dokumentiert. 2019 kam der digitale Atlas linguistique audiovisuel du francoprovençal valaisan (ALAVAL) zu den romanischen Walliser Dialekten heraus. Seit dem frühen 20. Jahrhundert erschienen lokale Wörterbücher zu einzelnen Dialekten wie jenes von Louise Odin (1836–1909) zur Sprache der waadtländischen Gemeinde Blonay aus dem Jahr 1910 oder der Dichyonire du patué dë Banye aus Bagnes im Wallis von 2019.
Seit 1973 erscheint die Westschweizer Dialektzeitschrift L’Ami du Patois.
Am 7. Dezember 2018 beschloss der Schweizerische Bundesrat, das Frankoprovenzalische sowie das Frainc-Comtou als offizielle Minderheitensprachen in der Schweiz anzuerkennen.

### Italien
Frankoprovenzalische Dialekte sind die traditionelle Umgangssprache im Aostatal und in einigen Tälern der Region Piemont: im Val Sangone, im Valle Cenischia, im Piantonetto-Tal und im Val Soana. Eine weitere frankoprovenzalische Sprachinsel liegt in den beiden Gemeinden Faeto und Celle di San Vito in Apulien.
Im Aostatal ist das Frankoprovenzalische («Valdostanisch») auch nach einer langen Auswirkung der Italianisierung noch für 70.000 Sprecher die Hauptsprache. Frankoprovenzalisch ist besonders in den ländlichen Seitentälern noch die Alltagssprache aller Generationen, wogegen die Ortschaften im Talboden italianisiert sind. Die offiziellen Amtssprachen der Region sind gemäß dem Autonomiestatut Italienisch und Französisch.
Die ältesten kurzen Schriftfragmente des valdostanischen Patois stammen aus dem Mittelalter.
Bekannte Autoren in den valdostanischen Dialekten sind Jean-Baptiste Cerlogne (1826–1910), Alcide Bochet (1802–1859), Fernand Bochet (1804–1849), Joseph Alby (1814–1880) und Léon-Clément Gérard (1810–1876), René Willien (1916–1976), Eugénie Martinet (1896–1983), Armandine Jérusel (1904–?), Anaïs Ronc-Désaymonet (1890–1955), Reine Bibois (1894–1976); eine erfolgreiche Sängerin von Liedern im Patois des Aostatals war Magui Bétemps (1947–2005).
Für die Sprachkultur des valdostanischen Dialekts setzen sich das Centre d’études francoprovençales «René Willien» in Saint-Nicolas und das Bureau régional d’ethnologie et de linguistique (BREL) in Aosta ein. Beim BREL wird mit der Association valdôtaine des archives sonores eine Sammlung von Audioquellen der valdostanischen Dialekte geführt. Der Atlas des patois valdôtains ist ein seit den 1960er Jahren laufendes sprachgeographisches Projekt, das die Sprachsituation des Aostatals erfasst.

## Das Theater im Westschweizer frankoprovenzalischem Patois
Im Greyerz-, Vivisbach- und Saanebezirk wird jedes Jahr Theater in Patois gespielt. Zuschauer und Schauspieler aus der Region sind durch eine gemeinsame Sprache frankoprovenzalischen Ursprungs vereint, in der die dargebotenen Lieder und Dramen verfasst sind. Je nach Autor können diese Texte mehr oder weniger traditionell ausfallen. Die Handlung, die sich gewöhnlich auf wenige Personen beschränkt, spielt meist in der Familie. Die Amateur-Schauspieler sprechen Patois oder erlernen die korrekte Aussprache dank der anderen Mitglieder der Truppe. Mit ihren neu verfassten Werken tragen die wenigen zeitgenössischen Autoren zur Erneuerung des Theaterrepertoires in Patois bei.
Die ersten Patois-Stücke wurden um 1920 von Cyprien Ruffieux (1859–1940), Fernand Ruffieux (1884–1954), Joseph Yerly (1896–1961), Pierre Quartenoud (1902–1947), Abbé François-Xavier Brodard (1903–1978), Francis Brodard (* 1924) und Anne-Marie Yerly-Quartenoud (* 1936) geschrieben. Es ging dabei vorwiegend um Geschichten aus der ländlichen Lebenswelt im Dorf und auf der Alp, um Legenden oder Musikkomödien, oft mit Liedern von Abbé Bovet (1879–1951). Bevor die Patois-Vereinigungen entstanden (zwischen 1956 und 1984), organisierten Jugend-, Trachten- und Gesangsvereine die Aufführungen. Von 1936 an sorgten Truppen in Sâles, Mézières, Le Crêt und Treyvaux für den Aufschwung des Patois-Theaters. In Treyvaux garantierte die Tsêrdziniolè die Weiterführung der Tradition (in der Nachfolge des Gesangs- und Musikvereins, der 1959 zum letzten Mal Theater spielte), indem sie alle drei, vier Jahre ein Stück aufführte. Der Stil entwickelte sich weiter, und die Gruppe verfasste ihre eigenen Stücke. 1985 wurde die erste Volksoper in Patois, Le Chèkrè dou tsandèlê von Nicolas Kolly mit Musik von Oscar Moret achtmal vor ausverkauften Rängen gegeben.
Dem Patois-Theater, das im Kanton weiterhin sehr aktiv ist, fehlt es weder an Zuschauern noch an Nachwuchs. Neue, doch traditionsverbundene Themen (Leben auf der Alp, Gebirge, Stadt/Land, Familie), «historische» Dorfszenen, bearbeitete Komödien und Farcen oder neu verfasste Stücke gewährleisten den Erfolg dieser Volkskunst, die Teil des Freiburger Kulturerbes ist.
Die Patoisants sind in Vereinen – je einer pro Bezirk – organisiert, die für die Theateraufführungen verantwortlich sind. Ihr Dachverband ist die Société cantonale des patoisants fribourgeois, die Koordinations- und Förderungsaufgaben wahrnimmt, doch keine Anlässe durchführt. Augenblicklich sind folgende Theatertruppen im Kanton tätig: der Jugendverein Cerniat (die seine Stücke alle zwei, drei Jahre selber verfasst und aufführt), die Theatertruppe des Groupe Choral Intyamon in Albeuve (Theater und Gesang), der Jugendverein Sorens, die Patoisants de la Sarine, Intrè-No in Freiburg (jährlich), die Patoisants de la Gruyère (jährlich), die Patoisants de la Veveyse (jährlich) und die Gruppe Tsêrdziniolè in Treyvaux (alle drei bis vier Jahre).

## Sprachstruktur
Für das Frankoprovenzalische gibt es keine standardisierte Norm. Es gab nie eine Staatenbildung, die dem Sprachgebiet entsprochen hätte, und die Sprache wird seit jeher in mehreren Ländern gesprochen. Daher haben die Sprecher der verschiedenen Dialekte auch nie eine gemeinsame Identität entwickelt.
Nachfolgend einige allen Dialekten gemeinsame Charakteristika:
Phonetik
- Palatalisierung von /k/ und /g/ vor /a/, wobei der Lautstand einiger der in Italien gesprochenen Dialekten derjenige des Altfranzösischen ist: tsantà [tsan'ta] ‚singen‘ < lat. CANTARE. Im „Savoyard“, dem im französischen Savoyen gesprochenen Frankoprovenzalisch, wird dieser Laut spirantisiert, und lat. CANTARE ergibt thantò [θanto] (th- gesprochen wie in engl. think oder span. ciento). Ebenso vlat. GALLU > gial ‚gelb‘.
- von den finalen Vokalen des Lateinischen bleiben /a/, /i/, /o/, /e/ am Wortende erhalten
- keine Diphthongierung von lat. Ŏ und Ĕ: vlat. CŎRE > cor ‚Herz‘ (aber ital. cuore, frz. cœur), PĔDE > pe ‚Fuß‘ (aber ital. piede, frz. pied) (Ausnahme: die folgende schwachtonige Silbe endet auf -i, z. B. lat. HĔRI > ier ‚gestern‘)
- Beibehaltung von lat. starktonigem -A- (das im Französischen zu /e/ wird): vlat. PRATU > pra ‚Wiese‘ (aber frz. pré), CANE > ca, tsa oder tha ‚Hund‘ (aber frz. chien)
- Sonorisierung intervokalischer Okklusiva: lat. RAPA > rabò ‚Rübe‘
- wie im Rätoromanischen (v. a. dem Friaulischen) Beibehaltung der lat. muta cum liquida am Wortanfang (PL-, FL-, BL-, CL-, GL-): lat. CLAVE > clau ‚Schlüssel‘ (aber ital. chiave, port. chave, span. llave, rumän. cheie, kat., okz. und arag. jedoch auch clau)

Morphosyntax
- verkürzter Infinitiv wie in vielen italienischen Dialekten (lateinische -RE-Endungen verstummt, Endbetonung auf Endungsvokal): tsantà bzw. thantò ‚singen‘
- sigmatischer Plural (durch Anhängen von -s an den Singular)
- feminine Substantive enden meist auf -o: lat. AQUA > aigo ‚Wasser‘